# Èxode Oriental

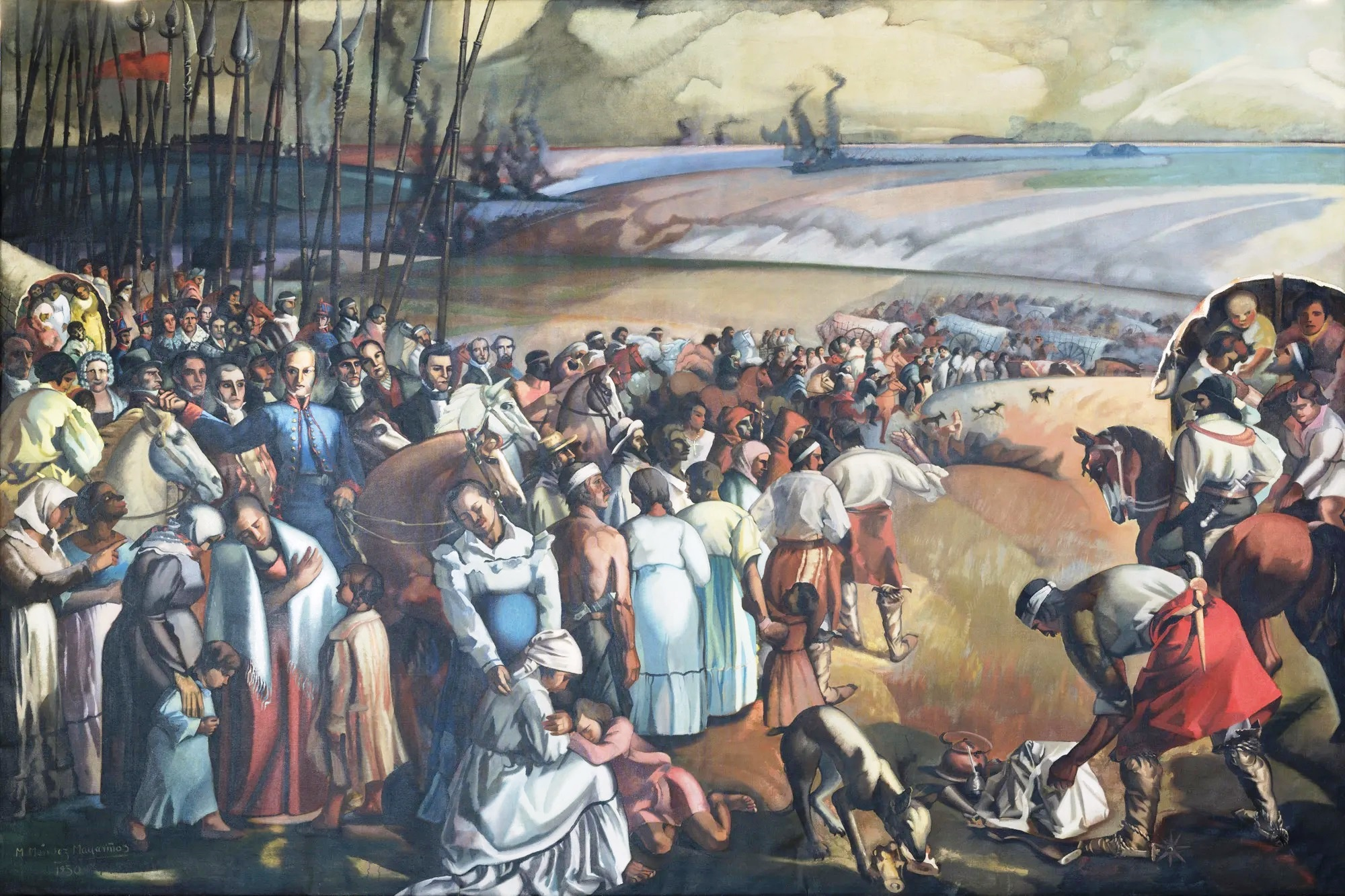
Óleo de Melchor Méndez Magariños representant l'Èxode del poble oriental.

S'anomena Èxode Oriental o Èxode del Poble Oriental a l'emigració col·lectiva d'habitants de la Banda Oriental que van seguir a José Gervasio Artigas cap al Salto Chico del Riu Uruguai - On avui es troba la ciutat argentina de San Antonio de Padua de la Concordia - Després de l'aixecament del Setge de Montevideo a causa de l'armistici de l'octubre del 1811 entre el Virrei Elío i el Triumvirat de Buenos Aires. La caravana va recórrer 522 km en 64 dies.
Els protagonistes van anomenar "la redota" a la marxa, paraula que era d'ús vulgar a l'espanyol riuplatense de l'època i que es va originar per deformació de la paraula "derrota".

## Antecedents
Després d'haver-se produït revoltes rebels a la Banda Oriental, el govern espanyol de Montevideo, Francisco Javier de Elío va decidir declarar la guerra a la Junta de Buenos Aires el 18 de febrer del 1811. Després d'això, Pedro Viera i Venancio Benavídez es van sublevar contra els espanyols al marge del rierol Asencio - A l'actual Departament de Soriano - i es van proclamar a favor del govern revolucionari de Buenos Aires, intentant estendre el territori sota control revolucionari cap a la Banda Oriental.
A continuació d'aquesta proclama, anomenada Crit d'Asencio, es va produir una cadena de sublevacions per al territori de la Banda Oriental: Presa de Mercedes, sublevacions a Durazno, Tacuarembó, Casupá, etc. Els espanyols van ser derrotats en tres enfrontaments amb els orientals que avançaven cap a Montevideo amb vanguarda de l'exèrcit comandat per Manuel Belgrano i després per José Rondeau. Una emboscada al Paso del Rey, la presa de San José, i la batalla de las Piedras. Les tropes reialistes es van veure obligades a replegar-se cap a Montevideo, que va quedar com a únic bastió espanyol a la Banda Oriental. Degut a això les forces revolucionàries van implantar un setge sobre la ciutat. A aquestes situacions, Elío va respondre amb energia: Va extremar la repressió interna a la ciutat de Montevideo expulsant a 31 famílies, i als franciscans per sospitar de les simpaties amb els revolucionaris. També va bloquejar el Port de Buenos Aires, i va autoritzar a cinc mil tropes portugueses sota el comandament de Diego do Souza, instal·lades a la frontera a envair el territori. Els portuguesos van iniciar la marxa el 15 de juliol del 1811 i van ocupar successivament Melo, la Fortalesa de Santa Teresa, Rocha (Uruguai) i Maldonado (Uruguai), on van establir el seu quarter general el 14 d'octubre. Simultàniament irregulars portuguesos van avançar per ambdós marges del riu Uruguay saquejant les poblacions, entre elles Paysandú l'1 de setembre del 1811, i és recuperada el 9 d'octubre.

## Causes
Davant la situació creada per la invasió portuguesa, agravada per la completa derrota de l'Exèrcit Auxiliar de l'Alt Perú a la batalla de Huaqui i la debilitació política de la Junta Gran - Que va governar fins al 23 de setembre, quan es va instal·lar el primer triumvirat - Es va prendre contacte amb Elío en busca d'un armistici que li permetès utilitzar els seus recursos militars en la contenció de l'avenç de l'Exèrcit Reial del Perú, que després d'ocupar l'Alt Perú amenaçava en envair l'actual territori argentí del nord-oest. La idea era deixar tot el territori oriental en poder del virrei Elío, que prometia en reciprocitat aixecar el bloqueig naval de Buenos Aires i no prendre mesures de represalia contra els que havien lluitat contra seu. Els portuguesos per la seva banda, havien de retirar-se. Les negociacions van ser llarges però fructíferes gràcies al suport del cònsol espanyol a Rio de Janeiro Marquès de casa Irujo, i del ministre anglès lord Strangford, interessat, d'acord amb la política britànica, en una pau que habilités el comerç i evitès conflictes amb els aliats espanyols en la lluita contra Napoleó Bonaparte. També un sector de l'opinió de Montevideo (representat pel cabildo i els anomenats "'moderats'" en oposició als "'tossuts'" que lideraven Diego Ponce de León, sargent major de la ciutat i el propi Elio).
Com que Elío exigia l'abandonament total de la Banda Oriental com a condició per a qualsevol acord, els principals perjudicats per aquestes negociacions eren els partidaris de la revolució oriental i els habitants d'Entre Ríos, que si no emigraven quedarien abandonats en mans de l'enemic.
El 10 de setembre del 1811, es van reunir a la Panaderia de Vidal, considerada la primera assemblea del poble oriental, un centenar de veïns dels afores de Montevideo convocats per José Rondeau, amb una delegació del govern de Buenos Aires integrada per Gregorio Funes, Juan José Paso i Manuel de Sarratea en la que s'havien manifestat contraris a l'armistici sota aquests termes. Els delegats del govern van donar les seves raons per a firmar l'armistici - que pensaven revocar quan la situació tornés a ser favorable als revolucionaris - i van garantir que els veïns no sofririen represàlies. Però aquests es van manifestar radicalment contraris a la mesura proposada i van afirmar que estaven disposats a continuar la lluita sols.
El 7 d'octubre, el representant del triumvirat José Julián Pérez i els representants d'Elío van firmar un acord preliminar de cessament d'hostilitats, pel qual l'exèrcit havia d'aixecar el setge de Montevideo i retirar-se fora de la jurisdicció de la Governació de Montevideo, mentre que els espanyols havien d'aixecar el bloqueig naval de Buenos Aires, així com havien de retirar-se els portuguesos. El 10 d'octubre es va celebrar en un paratge conegut com la quinta de la Paraguaia - on es trobava el quarter general - una segona reunió de veïns convocada per Rondeau, amb assistència de José Julián Pérez. A pesar de que aquest va prometre tota classe d'ajudes i es va presentar un ajudant d'Elío amb les garanties acordades, l'opinió unànime no va canviar: Els orientals es comprometien a mantenir el setge pels seus propis medis, comandats per Artigas - A qui van designar el cap dels orientals. Però a instàncies d'Artigas van acceptar retirar-se fins al riu de San José.

## Decisió d'emigrar

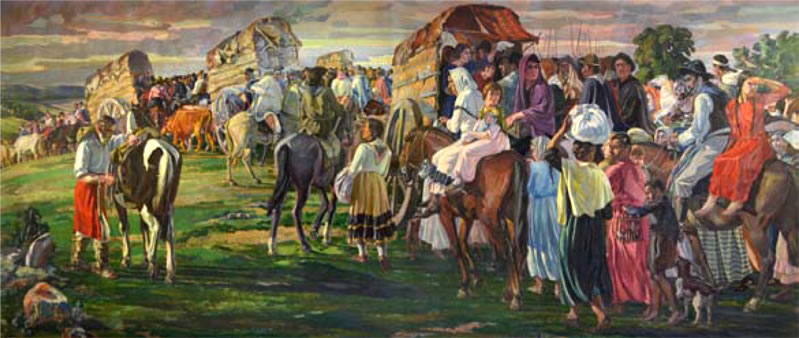
Representació del èxode del Poble Oriental.

Finalment el 12 d'octubre va començar a aixecar-se el setge de Montevideo i l'exèrcit i el poble que el seguien es van retirar fins al riu San José, on van establir un campament al Pas de la Sorra. El 20 d'octubre del 1811 es va firmar a Montevideo el Tractat de pacificació entre la Junta de Buenos Aires i el virrei Elío. L'endemà va ser ratificat pel virrei, i el 24 d'octubre pel triumvirat, que va oficiar a Rondeau la retirada immediata de l'exèrcit.
| «                                                                    | En aquesta crisi terrible i violenta abandonada la família, perduts els interessos, acabat tot l'auxili, sense recursos, lliurats sols a la nostra sort, que podíem esperar dels orientals, sinó que, lluitant amb els seus infortunis, cedissin al cap al pes d'ells, i víctimes dels seus mateixos sentiments mosseguessin altra vegada el dur fre que amb un impuls gloriós havien llançat lluny de si? Però estava reservat a ells demostrar el geni america, renovant el succès que es referia als seus paisans de La Paz, i elevar-se gloriosament sobre totes les desgràcies: Ells decidiren deixar les seves vides enrere abans que sobreviure a l'oprovi i la ignomínia (menspreu públic) a la que se'ls destinava, i plens de tant recomanable idea, firmes sempre en la grandesa que els va impulsar quan protestaren que mai prestarien la necesària expressió de la seva voluntat per a sancionar el que el govern auxiliador havia ratificat, van determinar gustosos deixar els pocs interessos que els restaven al país i traslladar-se amb les seves famílies a qualsevol punt on puguèssin ser lliures, a pesar dels esforços, miseries i tota classe de mals. Tal era la situació quan l'Excel·lentíssim Poder Executiu va anunciar una comissió que pocs dies després va manifestar i consentir constituir-me coma cap principal d'aquests herois, fixant la meva residència al departament de Yapeyú; I en conseqüència se m'ha deixat el cos de veterans de blandengues sota el meu comandament, 8 peces d'artilleria amb tres oficials distingits i recanvis de munició. | » |
| — Fragment de la carta d'Artigas al Paraguai, 7 de desembre del 1811 | |   |

El 23 d'octubre es va conèixer la notícia al campament de San José de la firma del tractat i la seva ratificació per Elío. Hi va haver al mateix campament una assemblea espontànea dels orientals que havien participat en el setge. Enmig del dolor, el neguit i el malestar, tots van proclamar llavors la voluntat de no abandonar les armes contra els invasors portuguessos, obeir l'armistici, emigrar cap a un territori no controlat per Elío i reiniciar la lluita quan fos possible.
Segons Artigas l'assemblea va prendre tres resolucions.
| « | - Van protestar que mai donaran la necessària expressió per a sancionar els articles que el govern auxiliador havia ratificat. - (...) la protesta de no deixar les armes de la mà fins que no s'haguès evacuat el país (de l'invasor portuguès) i puguepssin ells gaudir d'una llibertat per la que van veure derramar la sang dels seus fills, rebent amb valor el seu últim alé. - Van determinar gustosos deixar els pocs interessos que els restaven al país i traslladar-se amb les seves famílies a qualsevol punt on poguèssin ser lliures a pesar dels treballs, misèries i tota classe de mals | » |

El 27 d'octubre José Artigas va rebre la comunicació de que el govern el nombrava tinent governador, justícia major i capità de guerra del departament de Yapeyú a Misiones, tenència del govern que seria creada l'11 de novembre - i va iniciar aquell mateix dia amb el poble i els milicians orientals el viatge en direcció a Sao Tomé, lloc que se l'havia fixat com a residència
El 29 d'octubre del 1811 des del campament del rierol de Monzón, Artigas es va dirigir al govern:
| « | (...) Vaig passar a aquesta Banda Oriental de Segon Cap de la tropa amb la que se'm va dignar a auxiliar els meus compaisants: Van arribar els últims esdeveniments i més de set-centes famílies han confiat la seva protecció en mi; El crit d'aquestes, dels ciutadans, i de la campanya, tot empeny la meva sensibilitat i encara el meu honor quan em fan causa del seu lloable compromís i de les seves pèrdues remarcables; Em fan saber que abandonar aquesta Banda envolta alguna cosa més que la seva lamentable desgràcia, i jo, mitjançant la seva determinació, trobo necessari correspondre als seus desitjos. L'ofici que em dirigeix vosté, amb data 23 del present mes, m'anuncia una comissió de que serè substituït pel senyor diputat doctor don Julián Pérez, orientat d'aquesta avisaré a vosté de la meva resolució, sense que es trobi en el més mínim quelcom incompatible amb la meva subordinació i amb la gran causa que sostenim (...) | » |

El mateix dia va escriure al general Rondeau al Triumvirat:
| « | Crec el meu deure manifestar-li l'estat de dessolació en que queda aquesta campanya i la consternació que causa veure-la tota ella feta un desert. M'asseguren que pobles de nombrosos veïnats s'abandonen sense quedar-hi ni un sol home. De tots els punts de la campanya es dobleguen famílies a l'Exèrcit sense que siguin suficients els intents de persuadir-los per a contindre'ls a les seves cases (...) | » |

El 31 d'octubre al campament del rierol de Monzón l'exèrcit nacional al comandament de Rondeau es va separar dels miliciants i el poble oriental comandat per Artigas es va dirigir al port del Sauce, entrant a Buenos Aires l'1 de setembre

## Protagonistes de l'èxode
En aquest clima de frustració i derrota, va quedar de manifest la voluntat dels orientals de reprendre el combat tant bon punt les circumstàncies ho permetèssin. Immediatament Artigas al capdavant de 3000 soldats va reprendre el seu camí cap al nord i un elevat nombre de civils el va acompanyar.
El cabdill es va oposar a aquesta emigració massiva en un principi, però després va ordenar aixecar un registre de famílies i d'individus que els seguien. El cens ordenat per Artigas el 14 de desembre al Salto Chico, document anomenat Padró de les famílies orientals contabilitzava un total de 4435 persones i 846 carruatges, però l'opinió general dels historiadors al no contabilitzar-se l'expercit ni les persones que es sumaven a la caulsa general pel camí ('els que van arribant'), ni demés, s'arriba al nombre aproximat d'unes 16.000 persones o més

## Rumb i cronologia del camí
1811
- 12 d'octubre: S'aixeca el setge a Montevideo.
- 14 al 17 d'octubre: Comença l'encreuament del Riu Santa Lucía (Uruguai) i es dirigeixen cap a San José.
- 23 d'octubre: Al pas de la Arena del riu San José, Artigas s'assabenta que Buenos Aires i el virrei van signar la pau, de manera que el territori de la Banda Oriental torna a jurisdicció espanyola. Decideix marxar i bona part de la població oriental l'acompanya a l'exili.
- 27 d'octubre: Es reb la comunicació del govern que fixa el destí de la emigració.
- 30 d'octubre: Creuen Arroyo Grande establint campament a les puntes del rierol (actual límit entre els departaments de Soriano i Flores).
- 31 d'octubre: Creuen el rierol de Monzón, punt on les tropes d'Artigas i Rondeau se van separar.
- 2 de novembre: Creuen el rierol Perdut (departament de Soriano).
- 3 de novembre: Creuen el rierol Cololó (departament de Soriano).
- 11 al 13 de novembre: voregen el Río Negro al Pas del Yapeyú (aigües sota l'actual represa de Palmar.
- 14 de novembre: Estableixen el campament al rierol Negre (actual límit entre els departaments de Río Negro i Paysandú).
- Entre el 15 i el 21 de novembre: Arriben a Paysandú.
- 24 de novembre: Després de passar el rierol de San Francisco Grande, creuen el riu Queguai.
- 1 de desembre]: Acampen a la vora del rierol Quebracho Grande (departament de Paysandú).
- 3 de desembre: Creuen el rierol Chapicuy Grande (departament de Paysandú).
- 7 de desembre: Creuen el riu Daymán (límit entre els departaments de Salto i Paysandú). Des d'allí Artigas va enviar a Fernando Otorgués cap a Misiones occidentals amb 800 homes, un esquadró de volumtaris, 3 companyies que comandava Fructuoso Rivera i algunes milícies missioneres.
- 10 de desembre: Les famílies inicien l'encreuament del riu Uruguai pel Salto Chico establint el campament a San Antonio del Salto Chico.
- 14 de desembre: Artigas sol·licita al govern que els deixi acampar a Concepción del Uruguay, però li va ser denegat.
- 18 de desembre: Artigas va enviar al capità dels blandengues Manuel Pintos Carneiro amb 500 soldats de cavalleria i 452 indígeneres charrúas i minuans a desallotjar els portuguesos de Belén, que va aconseguir el 21 de desembre.
- 26 de desembre: Finalitza el creuament del riu Uruguai pel poble i per l'exèrcit.
- 30 de desembre: Comencen a arribar els auxilis des de Buenos Aires.

1812
- 1a setmana de Gener: Artigas creua el riu Uruguai deixant una guàrdia sota el comandament del capità Diego Manduré al Salto Oriental (actual ciutat de Salto)
- 7 d'abril: Per iniciar operacions contra els portuguesos tornen a creuar cap a la banda oriental, acampant entre els rierols San Antonio Grande i Laureles Grande. El poble segueix a l'exèrcit.
- 29 d'abril: Suspès el pla d'atac contra els portuguesos, finalitza el recreuament del riu Uruguai cap a la costa d'Entre Rios.
- 8 de maig: Arriben les tropes de reforç des de Buenos Aires sota el comandament de Domingo French i de Juan Florencio Terrada.
- 27 de maig: Inicien la marxa cap a la Capella del Pilar, a prop de Curuzú Cuatiá - Província de Corrientes - Per a instal·lar-se al racó entre el riu Mirinyai i el rierol Yaguarí.
- Entre el 30 i 31 de maig passen per Mandisoví.
- Entre el 6 i el 8 de juny creuen el riu Mocoretà -actual límit d'Entre Rios i Corrientes- i arriben a l'estància de San Gregorio, on reben l'ordre de tornar al Salto Chico a causa de la firma del Tractat Herrera-Rademaker el 26 de maig.
- 10 de juny: Artigas instal·la el seu campament a l'Ayuí Grande (Entre Ríos).
- 13 de juny: Manuel de Sarratea assumeix al Salto Chico el comandament de l'Exèrcit de la Banda Oriental.
- 10 d'agost: Els regiments nacionals sota el comandament d'Artigas passen al campament de Sarratea.
- 27 d'agost: Es traslladen a la desembocadura del rierol Ayuí Grande (al sud de l'actual represa de Salto Grande).
- 21 de setembre: Tornen a la Banda Oriental.

Ja en territori d'Entre Rios, actual Argentina, van acampar fins a l'abril i després es van instal·lar a la desembocadura del rierol Ayuí Grande. Allí van quedar-s'hi sota la protecció d'Artigas fins al mes de setembre del 1812, quan es va reprendre el setge de Montevideo i el cabdill va tornar a la Banda Oriental. Els historiadors anti-Artiguistes han minimitzat el fet i afirmat que Artigas va obligar a la gent a seguir-lo, però no hi ha indicis que fos així.

### Esdeveniments durant la travessia
Entre l'11 i el 13 de novembre la caravana (que s'estenia 50 km, segons algunes fonts) va creuar el Río Negro al Pas del Yapeyú (aigües avall de l'actual represa de Palmar); Cap al 15 de novembre estaven a Paysandú on Artigas va ser designat "'Tinent Governador, Justícia Major, i Capità de Guerra de Yapeyú'". De Paysandú, van sorrir el 21; el 7 de desembre van arribar al riu Daymán i el dia 10 van iniciar l'encreuament del riu Uruguay pel Salto Chico, en una tasca particularment dura i sacrificada.
El 7 de desembre del 1811 Artigas va dirigir un ofici al Govern del Paraguai, fent una ressenya històrica dels successos ocorreguts des de la insurrecció fins a l'aixecament del primer setge. Desvirtuà les crítiques realitzades contra la revolució per Elío en les seves proclames, dient que comptava amb els més caracteritzats veïns, molts d'ells acabalats. No eren, doncs, els depravats ni els bandolers els que lluitaven per la causa oriental. Es queixava, d'altra banda, de l'actitud indecisa de Buenos Aires que desaprofitava oportunitats favorables i semblava ignorar el sacrifici dels orientals.
Aquest Ofici el va portar el Capità Juan Francisco Arias, a qui li van lliurar també instruccions per al compliment de la seva missió. Aquesta missió tenia per finalitat obtenir la col·laboració moral i material del Paraguai. Disgustat amb Buenos Aires, Artigas buscava contacte amb l'altra província poderosa del Virregnat. Entre els auxilis sol·licitats figuraven tabac, mate, llenços, etc., assenyalant el seu desig d'iniciar immediatament les hostilitats contra els portuguesos que no complissin l'armistici, robant i desolant la campanya.
Des del seu campament al riu Daymán, Artigas va destacar a Otorgués cap a les Missions Occidentals amb 800 homes, un Esquadró de Voluntaris, 3 Companyies que comandava Rivera, i algunes milícies missioneres.
Després d'una breu resistència, ocupà i guarní els pobles de Yapeyú i La Cruz, que havien estat ocupats per forces portugueses pertanyents al Coronel Joan de Déu Mena Barreto. Diego de Souza presentà una reclamació davant la Junta de Buenos Aires, per exigir que tant el seu Govern com el de Montevideo, reconeguessin la situació de les seves tropes, i prenguessin mesures contra Artigas que sumia una actitud de resistència, en no evacuar totalment el territori Oriental conforme en l'Armistici. El 16 de març del 1812, Diego de Souza va marxar cap a Paysandú, acampant després a la desembocadura del Arroyo de San Francisco al Riu Uruguai, on s'atrinxerà.
Vigodet, (qui havia quedat com a Capità General de Montevideo, al embarcar-se Elío cap a Espanya), es va dirigir reiteradament al Govern de Buenos Aires exigint que Artigas complís l'article 6è de l'armistici d'octubre, que era el de desallotjar la Banda Oriental. Per fer callar tals protestes, Artigas va creuar el Riu Uruguai i es va establir a la costa d'occidental del riu, on va romandre tres mesos tot esperant la represa de les hostilitats, ja que Vigodet havia denunciat l'armistici.
Ja en territori d'Entre Ríos, actual Argentina, van romandre acampats fins a l'abril i després es van instal·lar a la desembocadura de la riera Ayuí Grande.

### Ayuí
Les condicions de vida de tots els emigrants de l'èxode oriental van ser extremadament dures al campament artiguista de l'Ayuí. Totes les fonts coincideixen a destacar la precarietat de la vida que van haver de portar qui van optar per seguir a Artigas després de l'armistici d'octubre. En les seves constants sol·licituds d'ajuda (a Buenos Aires, a la junta de govern de Paraguai) el cabdill va insistir en l'escassetat de queviures, robes, armes, municions, etcètera.
Segons alguns historiadors, la revolució s'havia iniciat amb l'ajuda i auxili de Buenos Aires, fet pel qual la Banda Oriental reconeixien l'autoritat de Buenos Aires.
| « | Tota aquesta costa de l'Uruguai està poblada de famílies que van sortir de Montevideo; Unes sota les carretes, altres sota els arbres, i totes amb les inclemències del temps, però amb tanta conformitat i gust que causa admiració i dona exemple. L'exèrcit està format per entre quatre i cinc mil homes armats amb fusells, carrabines i llances (i) quatre-cents indis xarrúas armats amb fletxes i boles. | » |

Tot el període de l'Ayuí va resultar fonamental per a la maduració del que seria després la concepció federal d'Artigas i per definir les característiques socials de l'artiguisme. Allà es va definir la separació definitiva d'Artigas respecte dels governs de Buenos Aires, allà va començar a entendre que els sectors més necessitats i humils serien també els més fidels. Allà van començar els seus contactes amb les províncies del litoral de l'Uruguai i el Paranà, que constituirien més tard la seva principal zona d'influència.
A les ingents tasques que demanava la seva doble condició de cap dels orientals i governador de Yapeyú (creació d'un hospital de campanya, celebració d'oficis religiosos, incursions a la Banda Oriental persecució de depredadors portuguesos) Artigas hi va sumar una activitat positiva ambiciosa i intensa. Va mantenir contacte amb alguns caps i cabdills d'Entre Ríos i Corrientes, procurant organitzar una acció conjunta contra les corregudes portugueses.
Mentre arribava la resposta del govern paraguaià, Paraguai es va limitar a enviar al seu torn a Francisco Bartolomé Laguardia, que va portar tabac, mate i bones paraules. Tot i que això apaivagava les necessitats dels orientals que es trobaven al Ayui, el Cap dels Orientals, pretenia un major compromís per part de l'aïllat govern de Paraguai. Un ofici d'Artigas a la junta paraguaiana a l'abril del 1812 criticava aquesta política i apareixia a la llum de tràgics fets posteriors, ressonàncies de fúnebre predicció:
| « | Si l'acció general es perd (...) de què li servirà a la província del Paraguai haver-se mantingut a la defensiva? El gemec i el plor ompliran tota Amèrica i la seva inundació arribarà precisament a aquest territori. El baluern de cadenes tornarà a ressonar a tot arreu i aquest savi govern no veurà amb precisió de notar-ho al seu voltant sense poder-hi ja posar remei. | » |

## L'anomenadaPrimera Independènciai el sentit dels fets per a la futura identitat oriental
Sobre la independència de l'Uruguai hi han dues teories bàsiques: La que sosté que es va produir com a conseqüència lògica d'un procès diferenciat de l'anterior i per voluntat col·lectiva del seu poble, i la que considera que va ser un producte circumstancial d'una determinada conjuntura històrica, una creació artificial de la política internacional del Regne Unit confabulada amb la classe dirigent de Montevideo, sempre en conflicte d'interessos amb el poble de la campanya oriental. La primera de les dues teories té les seves arrels essencials a la "Redota", segons el que van veure els protagonistes del fet. En un ofici lliurat al cabildo de Buenos Aires el 27 d'agost del 1812 i firmat pels caps de la divisió de l'exèrcit d'Artigas, es deia en referència al 23 d'octubre del 1811:
| « | I llavors nosaltres, gaudint dels nostres drets primitius, lluny d'entrar en un pacte amb la tirania que miràvem agonitzant, ens vam constituir en una forma sota tots els aspectes legals, i vam jurar continuar la guerra fins que els successos d'aquesta consolidèssin en nostra la llibertat rubricada ja amb la sang dels nostres conciutadans (...) Allí, obligats pel tractat convencional del govern superior, va quedar trencat el llaç (mai exprès) que ens lligava a la obediència, i allí sense donar-la a Montevideo celebrem l'acte solemne, sacrosant sempre d'una constitució social, erigint-nos amb el cap en la persona del nostre conciutadà Don José Artigas, per a l'rdre militar de que necessitàvem. | » |

El document mostra com el descontentament dels orientals contra la firma del tractat de pacificació va consolidar l'amalgament (fusió) en un únic poble - el de la campanya oriental - al que abans era un territori dividit entre diverses jurisdiccions polítiques. L'èxode va reunir a pobladors de totes les parts de la campanya oriental que sota el lideratge d'Artigas van haver de fer-se càrrec de forma autònoma el seu destí. Per aquest motiu els historiadors clàssics urugaians van anomenar aquest període primera independència. Aquest fet és de principal rellevància pel sector de la historiografia uruguaiana que destaca la importància de la "orientalitat" per ala futura independència del país al 1828.

## Homenatges
Entre els seguidors d'Artigas es trobava el poeta Bartolomé Hidalgo, qui a proposit de l'episodi va escriure al 1811
 Orientals, la Patria perilla;
 Reunits a Salto, voleu.
 Llibertat entoneu en la marxa
 i al retorn crideu llibertat
A la Plaça de la Independència hi ha el Monument al General José Arigas, obra de l'escultor Angelo Zanelli, que presenta diverses escenes sotarrelleu que evoquen l'Èxode Oriental. Al parc de San Carlos de la Concordia es troba un monument al cim d'un ganivet que recorda a l'Èxode Oriental, el qual fou ignaugurat al Passeig de la Redota al complir-se al 2011 els 200 anys de l'arribada del èxode al Salto Chico

## Pel·lícules
L'any 2011, César Charlone va dirigir la pel·lícula Artigas - La redota, amb l'actuació de José Esmoris encarnant al pròcer